# Чаші
Ча́ші (рос. Чаши) — село у складі Каргапольського району Курганської області, Росія. Адміністративний центр Чашинської сільської ради.
Населення — 1950 осіб (2010, 2125 у 2002).
Національний склад населення станом на 2002 рік: росіяни — 96 %.